# Abtei Gerleve

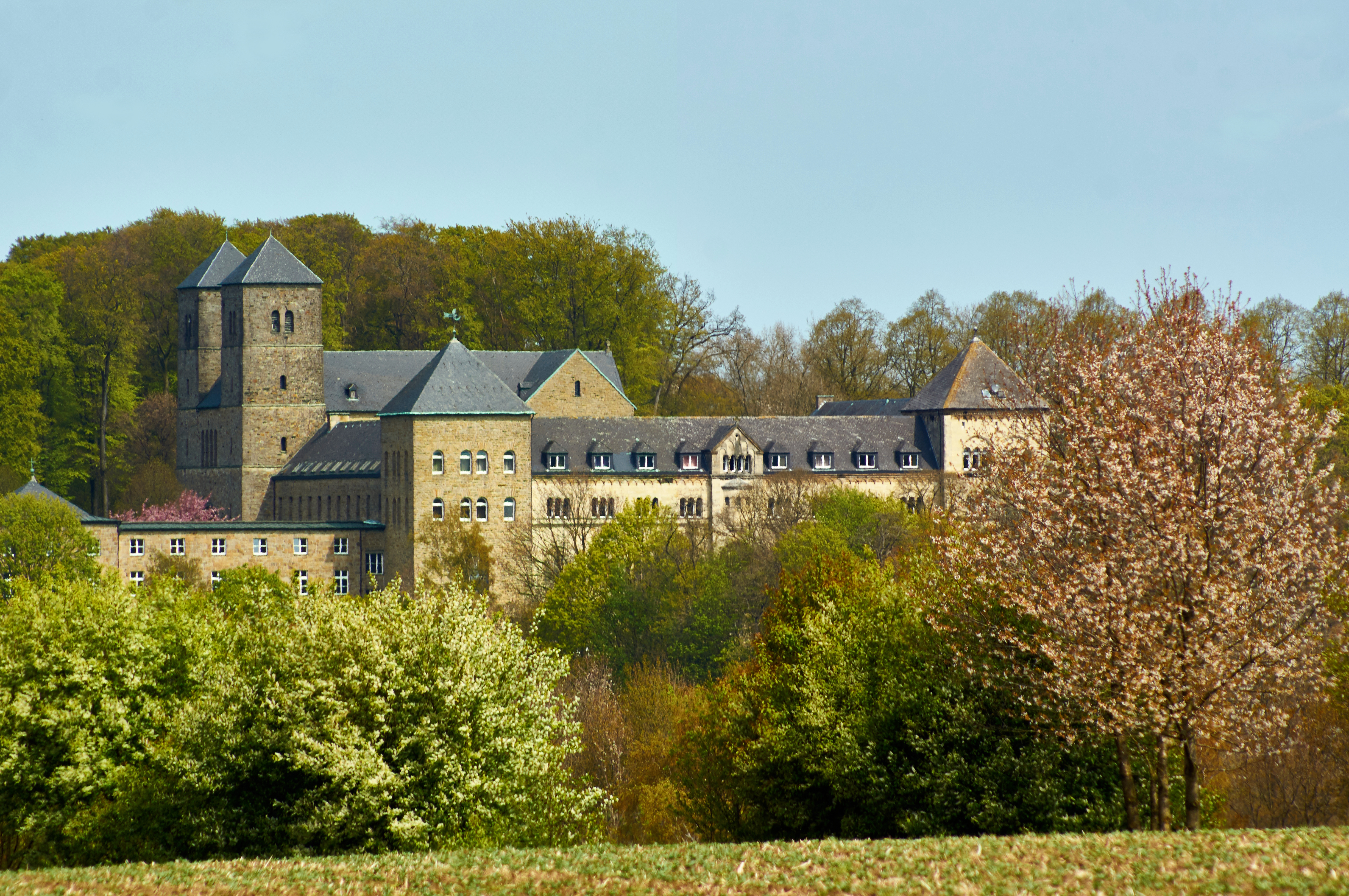
Kloster Gerleve, im Mai 2016

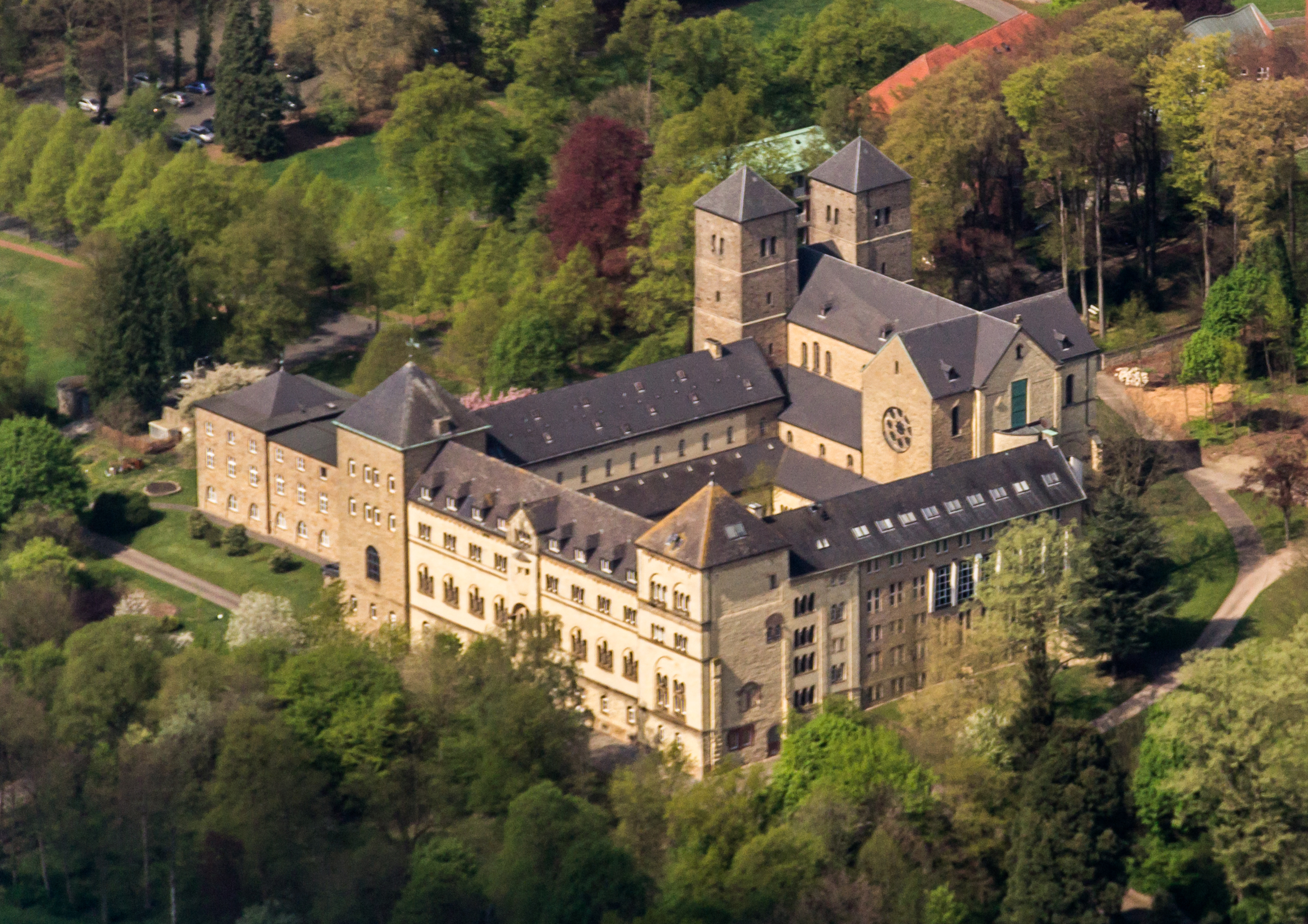
Abtei Gerleve (Luftbild, 2014)

Die Benediktinerabtei Gerleve liegt zwischen Coesfeld und Billerbeck auf dem Gebiet letztgenannter Stadt in Westfalen in einem südlichen Seitental des Coesfelder Bergs auf 125 m Höhe über NN.

## Geschichte

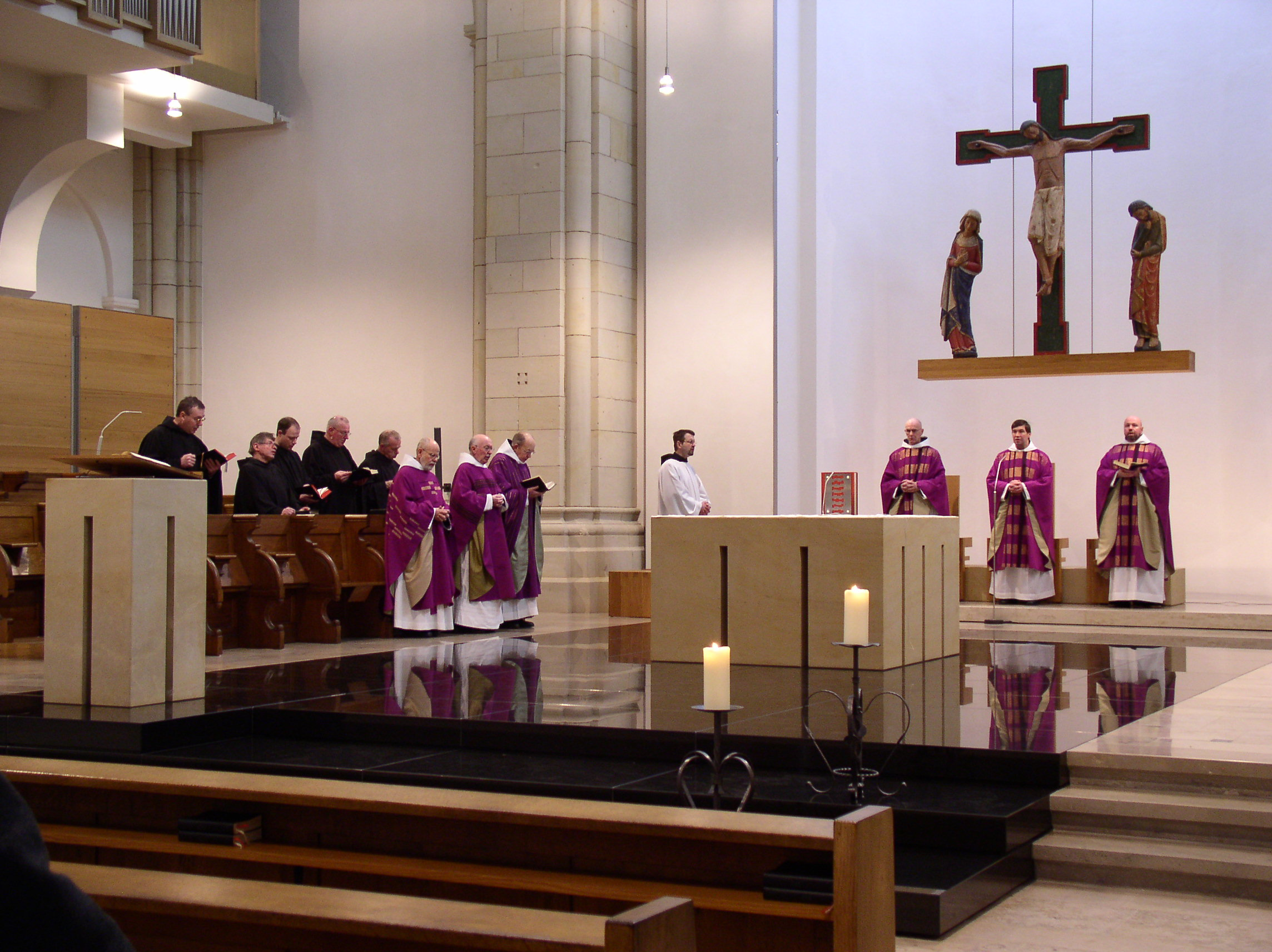
Ein Konventamt der Mönche in der Gerlever Abteikirche

### Von der Gründung bis 1945
Das Kloster wurde 1899 anlässlich der Schenkung des Bauernhofes Wermelt von Mönchen der Erzabtei Beuron gegründet und 1904 zur Abtei erhoben. Patron ist der hl. Josef. Die übliche Bezeichnung Abtei Gerleve bezieht sich auf die heute zu Billerbeck gehörende Bauerschaft Gerleve, in deren Gebiet das Kloster liegt. Unter Abt Raphael Molitor erlebte das Kloster ab 1906 einen stetigen Aufschwung; 1936 gehörten ihm 100 Mönche an.
Aufgrund von antiklerikaler Gesetzgebung im Kulturkampf war es rechtlich schwierig, Mönche als Eigentümer eines Klosters einzutragen, daher machte man Clemens Heidenreich Droste zu Vischering zum Eigentümer. Erst 1921 änderten sich die Besitzverhältnisse zugunsten der Mönche.
Am 13. Juli 1941 wurde die Gemeinschaft im Rahmen des Klostersturms von den Nationalsozialisten bei Aufenthaltsverbot in den Provinzen Rheinland und Westfalen aus der Abtei vertrieben. Die Patres Augustin Hessing (1897–1975) und Gregor Schwake (1892–1967) kamen in das KZ Dachau. Die Klostergebäude wurden teils als Heim der NS-Volkswohlfahrt Mutter und Kind, teils als „NS-Lehrhof der Hitler-Jugend des Gaues Westfalen-Nord“ genutzt. Schwangere Frauen aus dem Ruhrgebiet und aus dem Münsterland sollten im leerstehenden Kloster ihre Kinder gebären. In Gerleve wurden mehr als 800 Kinder geboren. Kurz vor dem Ende des Zweiten Weltkriegs bezog am 11. Februar 1945 ein Luftwaffenlazarett die Gebäude. Nach der Befreiung am 30. März 1945 diente dieses Lazarett für Verwundete aller Nationen zunächst unter US-amerikanischer, dann sowjetischer und zuletzt polnischer Leitung. Viele der Verwundeten starben. 200 Tote wurden auf dem Klosterfriedhof beigesetzt.

### Seit dem Zweiten Weltkrieg
Erst 1946 konnten die Mönche nach Gerleve zurückkehren. 1951 gründete die Gemeinschaft ein weiteres Kloster, das Kloster Nütschau bei Bad Oldesloe in Schleswig-Holstein. Im Oktober 2024 zählte der Konvent 30 Mitglieder.  Mehrere Mönche sind wissenschaftlich tätig, andere arbeiten in der Seelsorge, den Gästehäusern, der Buchhandlung, der Bibliothek oder dem Garten. Viermal am Tag verrichten die Mönche in der Konventskirche ihr gesungenes Stundengebet, zu dem Besucher willkommen sind. Die Abtei besitzt zwei Gästehäuser, für Erwachsene das Exerzitienhaus Ludgerirast mit 47 Zimmern und für Jugendliche die Jugendbildungsstätte Haus St. Benedikt mit 80 Plätzen. Im Kloster selbst wurde 1955 ein Gästeflügel mit elf Gästezimmern für männliche Besucher angebaut.
Am Bauensemble wirkten die Architekten Wilhelm Rincklake, Dominikus Böhm, Josef Paul Kleihues und Ulrich Hahn mit. Die Klosterbibliothek zählt rund 230.000 Bände. 2008 entstand die Stiftung Abtei Gerleve zur Unterstützung der Abtei.

### Äbte und Prioren
- Melchior Schmitz (1835–1921), Superior der Benediktinercella von 1899 bis 1904
- Chrysostomus Stelzer (1855–1905), Prior von 1904 bis 1905
- Raphael Molitor (1873–1948), Abt von 1906 bis 1948
- Pius I. Buddenborg (1902–1987), Abt von 1948 bis 1971
- Clemens Schmeing (1930–2018), Abt von 1971 bis 1999
- Pius II. Engelbert (1936–2024), Abt von 1999 bis 2006
- Laurentius Schlieker (* 1951), Prior-Administrator von 2006 bis 2009, Abt von 2009 bis 2020
- Andreas Werner (* 1951), Abt seit 2020.[6][7]

## Abteikirche

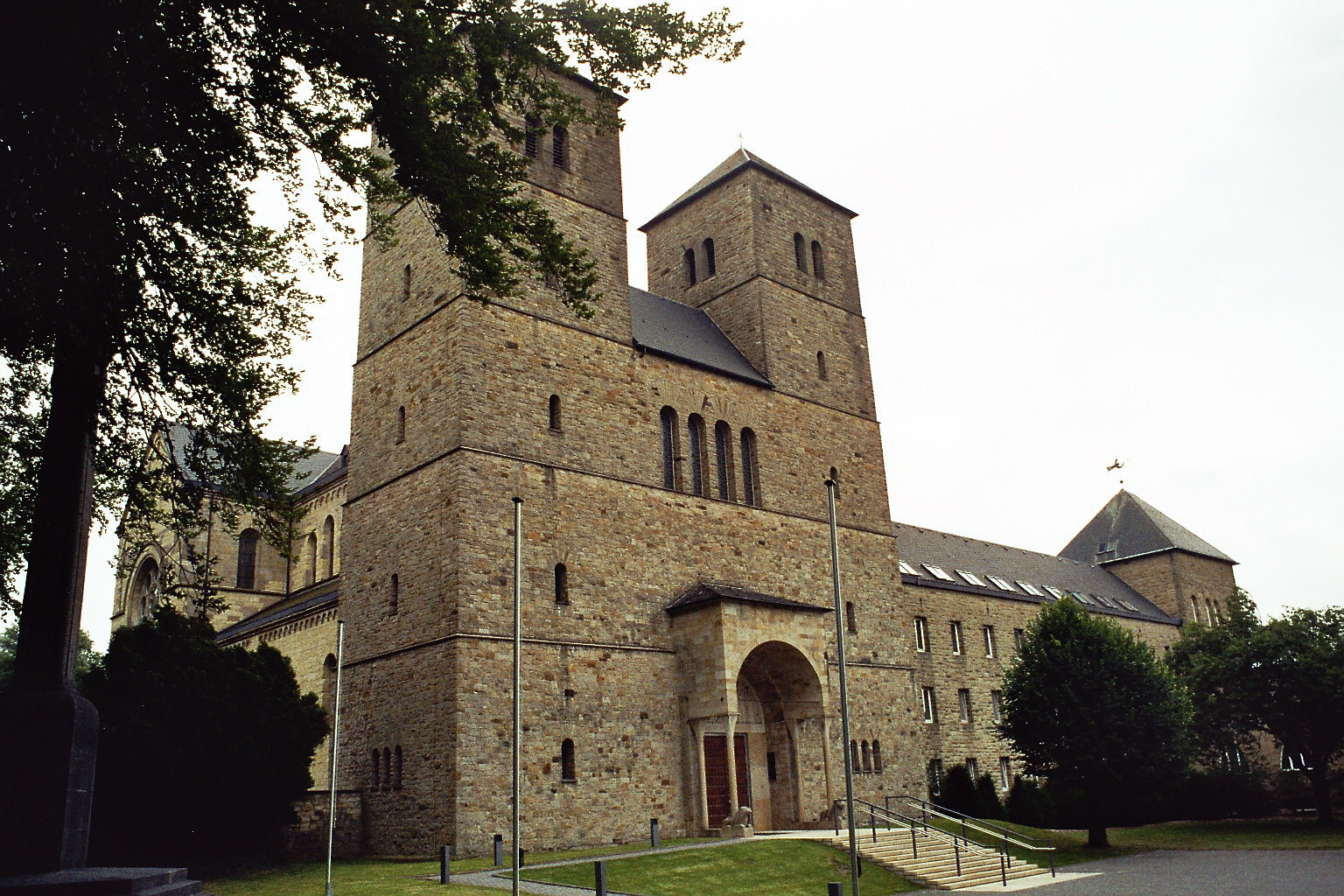
Abteikirche von Nord-Westen

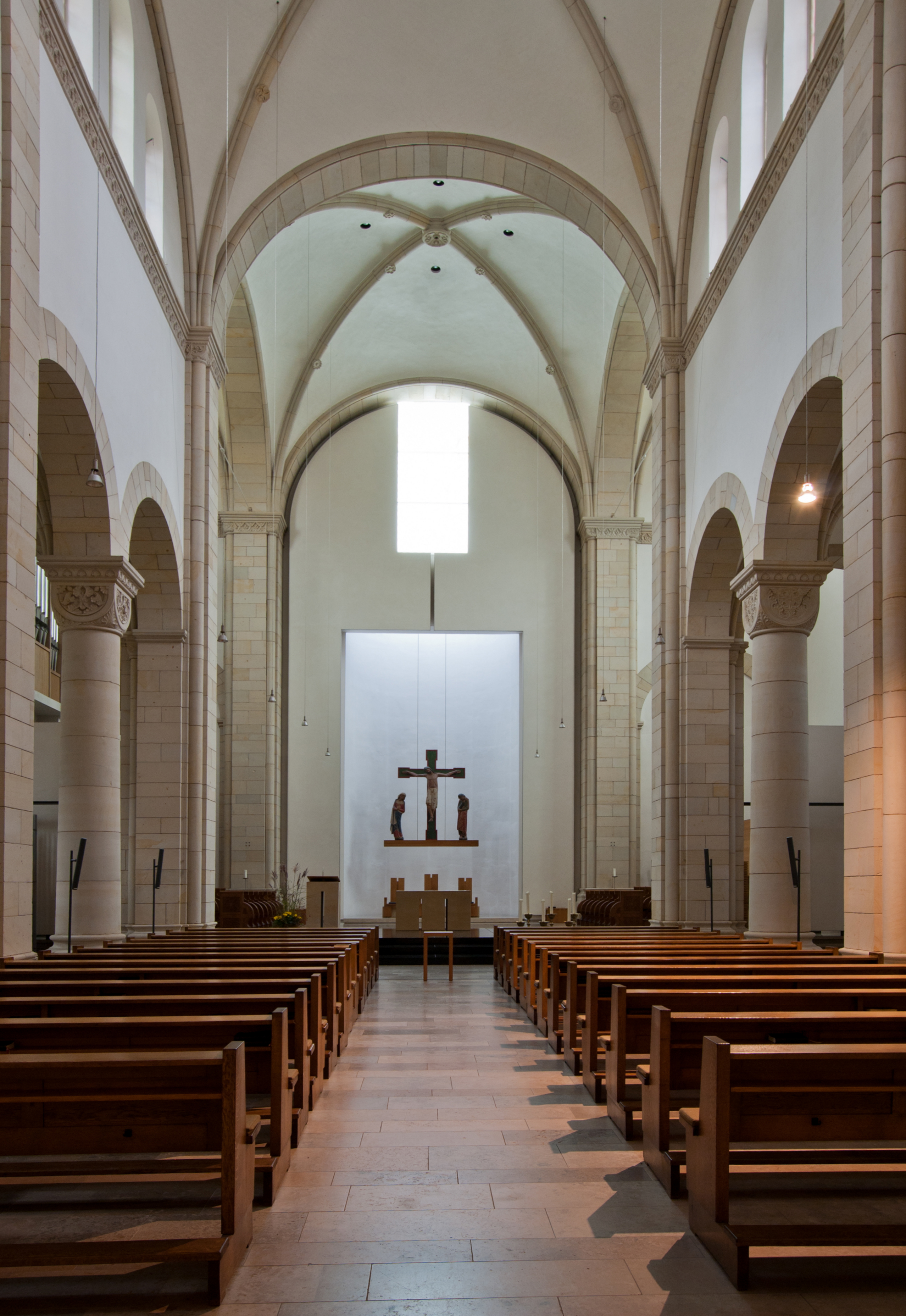
Blick ins Hauptschiff der Abteikirche

Die ursprünglichen Klostergebäude der eigentlichen Klosteranlage sind südlich an die mächtige Abteikirche angebaut, deren 42 m hohe Türme das Gesamtbild der Anlage weithin sichtbar prägen.

### Baugeschichte und Architektur
Der Kirchenbau ist eine dreischiffige Basilika im Stil der Neoromanik. Er wurde wie die gesamte Klosteranlage von dem Architekten Wilhelm Rincklake, einem Benediktiner aus der Abtei Maria Laach, entworfen und im Jahr 1901 begonnen. 1904 konnte die erste Liturgie hier gefeiert werden, obwohl der östliche Chorabschluss nur provisorisch durch eine Apsis erfolgte, während hier ein weiterer Vierungsarm vorgesehen war.
In den Jahren 1937 und 1938 wurde die durch Witterungseinflüsse stark beschädigte Westfassade nach Plänen des Kölner Architekten Dominikus Böhm restauriert und umgestaltet. Dabei erhielten die Türme, deren Spitzen als Rhombendächer ausgebildet waren, flach geneigte Pyramidendächer.

### Ausstattung
1949–1950 wurde der Innenraum im Sinne der liturgischen Bewegung umgestaltet. Ein Josefsbild über dem Hochaltar wurde durch ein Christus-Mosaik des Malers Ludwig Baur ersetzt. 1950 wurde die Renovierung durch die Kirchweihe abgeschlossen. Eine weitere Umgestaltung nach den Erfordernissen des Zweiten Vatikanischen Konzils erfolgte 1970/71. In den Jahren 2003 und 2004 wurde das Kircheninnere ein weiteres Mal neu gestaltet.
Die Kirche ist im Inneren sehr zurückhaltend eingerichtet, sodass der Blick automatisch auf den Altar im Zentrum der Vierung gerichtet wird. Der Altar aus Elbsandstein wurde von dem Architekten Ulrich Hahn entworfen. Der Altarblock ist durch vertikale Einschnitte so gegliedert, dass er auf zwölf Füßen steht, worin eine Anspielung auf die zwölf Apostel gesehen werden kann. Eine ähnliche Gestaltung weist der vierfüßige Ambo auf, der an die vier Evangelisten bzw. die vier Evangelien erinnert. Nördlich und südlich des Altars befindet sich das Chorgestühl der Mönche, unterhalb der beiden großen Rosettenfenster der Querhausseiten.
2005 wurde in der Vierung eine farbig gefasste spätromanische Kreuzigungsgruppe aus Nordspanien aufgehängt. Die Kreuzigungsgruppe wurde im frühen 13. Jahrhundert geschaffen. Die Figuren des Christus, der Maria und des Johannes sind lebensgroß gestaltet.
Seit 2016 steht im südlichen Seitenschiff eine für diesen Ort von dem Südtiroler Künstler Bruno Walpoth geschaffene Holzskulptur des hl. Joseph.
Im Nordturm befindet sich eine Herz-Jesu-Kapelle, in der ein vergoldeter geschnitzter Holzaltar aufgestellt ist. Dieser Herz-Jesu-Altar aus dem Jahre 1912 wurde von dem Bildhauer Heinrich Seling geschaffen. In einer kleinen Nische der Südwand dieser Kapelle werden die heiligen Öle aufbewahrt.
Im Südturm befindet sich eine Marienkapelle, in der eine spätmittelalterliche Marienstatue aus Süddeutschland steht. In der Marienkapelle befindet sich die letzte Ruhestätte der Schwester von Clemens August Kardinal von Galen, der Gräfin Paula Ursula von Galen (1876–1923), die mit dem Kloster eng verbunden war.

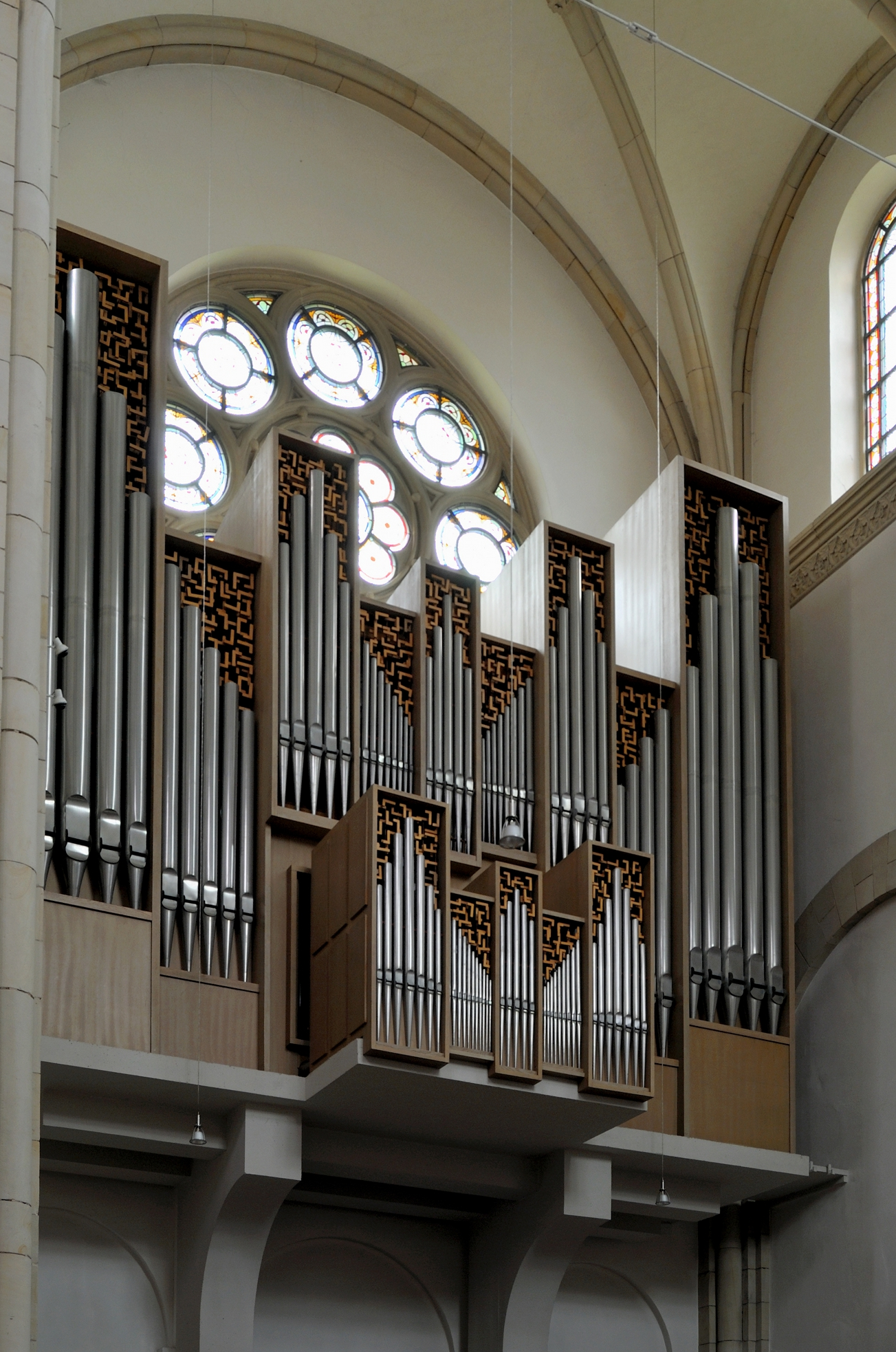
Orgel der Abteikirche

### Orgel
Die Orgel der Abteikirche auf der kleinen Empore über dem linken Chorgestühl wurde 1912 von der Orgelbaufirma Späth (Ennetach-Mengen) erbaut. Das Instrument hatte zunächst 25 Register. Es wurde in Anlehnung an Orgeln von Andreas Silbermann und Aristide Cavaillé-Coll disponiert, und durch einen Mitarbeiter der Orgelbaufirma Cavaillé-Coll intoniert. 1971 wurde die Orgel durch das Orgelbauunternehmen Gebrüder Stockmann (Werl) überholt und die Disposition erweitert. Das Instrument zeichnet sich durch einen französisch-romantischen, weichen Klang aus. Es hat heute 43 Register auf drei Manualwerken und Pedal. Die Spiel- und Registertrakturen zum Spieltisch, der ebenerdig im Mönchschor, gegenüber der Orgel aufgestellt ist, sind elektrisch. Neben dem Recit ist auch das Hauptwerk schwellbar angelegt.
| I Hauptwerk C–g3 |                    |        |
| 1.               | Bourdon            | 16′    |
| 2.               | Principal          | 08′    |
| 3.               | Flûte harmonique 0 | 08′    |
| 4.               | Bourdon            | 08′    |
| 5.               | Salicional         | 08′    |
| 6.               | Prestant           | 04′    |
| 7.               | Gemshorn           | 04′    |
| 8.               | Quinte             | 02 ⁄3′ |
| 9.               | Octave             | 02′    |
| 10.              | Plein Jeu V–VI     | 01 ⁄3′ |
| 11.              | Cornett V          | 08′    |
| 12.              | Trompete           | 08′    |
|                  | Tremolo            |        |

| II Récit C–g3 |                        |         |
| 13.           | Flûte traversière      | 08′     |
| 14.           | Gambe                  | 08′     |
| 15.           | Unda maris             | 08′     |
| 16.           | Flûte octaviante       | 04′     |
| 17.           | Principal              | 04′     |
| 18.           | Nazard                 | 02 ⁄3′  |
| 19.           | Octavin                | 02′     |
| 20.           | Terz                   | 01 3⁄5′ |
| 21.           | Mixtur IV              | 01 ⁄3′  |
| 22.           | Basson                 | 16′     |
| 23.           | Trompette harmonique 0 | 08′     |
| 24.           | Clairon                | 04′     |
|               | Tremolo                |         |

| III Positiv C–g3 |               |        |
| 25.              | Cor de nuit 0 | 08′    |
| 26.              | Quintade      | 08′    |
| 27.              | Rohrflöte     | 04′    |
| 28.              | Principal     | 04′    |
| 29.              | Waldflöte     | 02′    |
| 30.              | Larigot       | 01 ⁄3′ |
| 31.              | Cymbal III    | 01′    |
| 32.              | Dulcian       | 16′    |
| 33.              | Regal         | 08′    |
|                  | Tremolo       |        |

| Pedal C–f1 |                         |         |
| 34.        | Principalbass           | 16′     |
| 35.        | Subbass                 | 16′     |
| 36.        | Bourdonbass (= Nr. 1) 0 | 16′     |
| 37.        | Quintbass               | 10 2⁄3′ |
| 38.        | Octave                  | 08′     |
| 39.        | Gedackt                 | 08′     |
| 40.        | Principal               | 04′     |
| 41.        | Rauschwerk IV           | 02 ⁄3′  |
| 42.        | Bombarde                | 16′     |
| 43.        | Trompete                | 08′     |

- Koppeln:

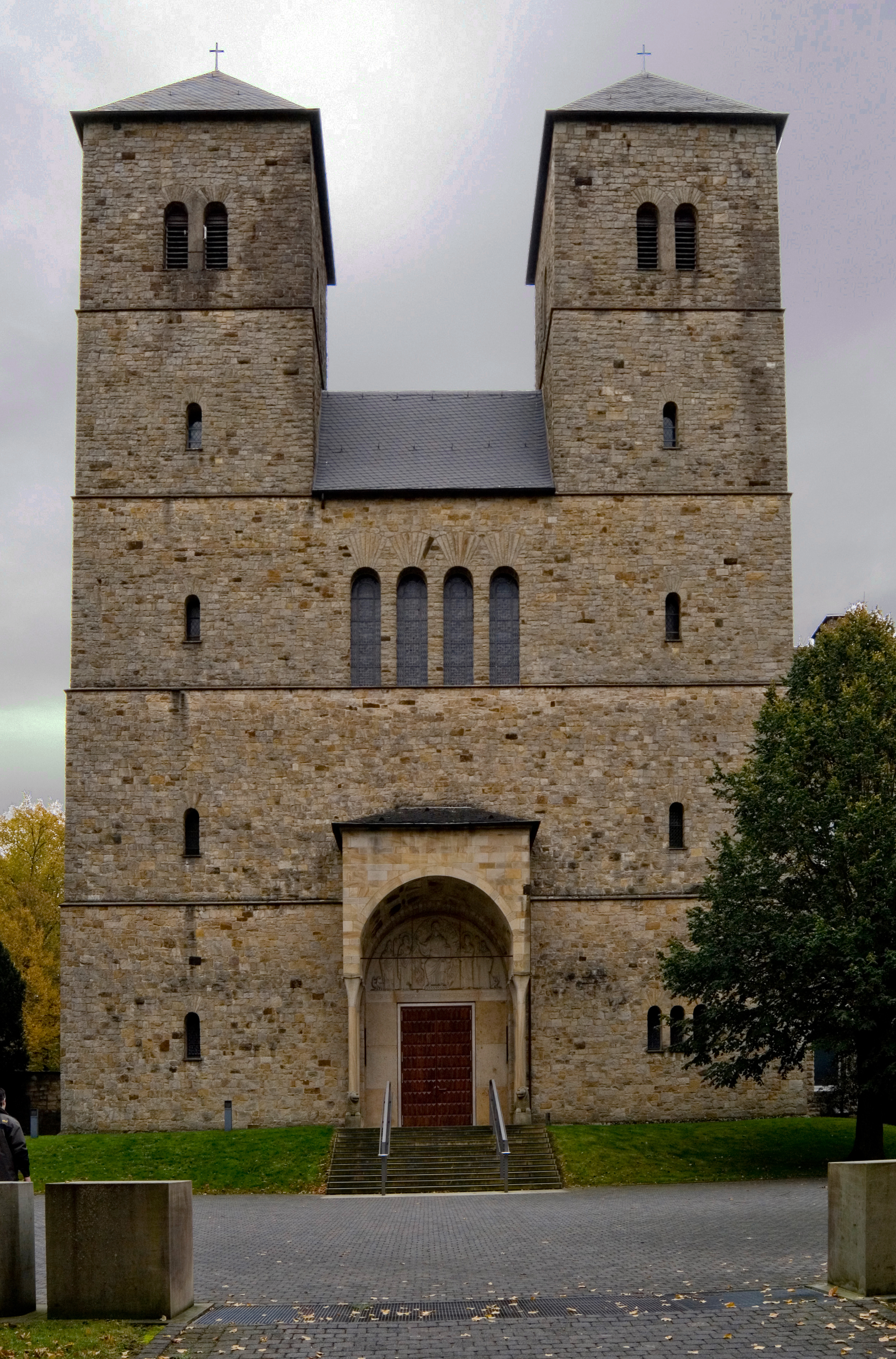
Türme der Abteikirche

  - Normalkoppeln: II/I, III/I, III/II, I/P, II/P, III/P
  - Suboktavkoppeln: I/I, II/II, II/I
- Spielhilfen: 4000-fache elektrische Setzeranlage, Crescendowalze

### Glocken
In den beiden mächtigen Westtürmen hängt ein siebenstimmiges Bronzegeläut. Sechs der Glocken wurden 1946 und 1993 von der Glockengießerei Petit und Edelbrock (Gescher) gegossen. Die kleinste Glocke wurde 1524 von Geert van Wou, Sohn des bekannten holländischen Glockengießers Gerhard van Wou, gegossen.
| Nr. | Name                    | Gussjahr | ∅       | Masse   | Schlagton | Inschrift                                                                      |
| --- | ----------------------- | -------- | ------- | ------- | --------- | ------------------------------------------------------------------------------ |
| 1   | Regina pacis            | 1946     | 1687 mm | 3100 kg | 0h0 –2    | REGINA PACIS – EXSULTANS DEO – IN DEO SALUTARI – BEATUS QUI AUDIT ME           |
| 2   | Sanctus Joseph          | 1946     | 1495 mm | 2077 kg | cis0 –5   | SANCTUS JOSEPH CREATORIS NUTRITIUS – GENETRICIS DEI SPONSUS – TERROR DAEMONUM  |
| 3   | Salvator mundi          | 1993     | 1353 mm | 1630 kg | dis1 –8   | SALVATOR MUNDI SALVA NOS QUI PER CRUCEM ET RESURRECTIONEM TUAM REDEMISTI NOS   |
| 4   | Sanctus Benedictus      | 1946     | 1237 mm | 1186 kg | 0e1 –5    | NOS BENEDICTE VALIDO PRECUM DEFENDE BRACHIO                                    |
| 5   | Sancti Angeli           | 1946     | 1085 mm | 0797 kg | fis1 –5   | SANCTORUM ANGELORUM – OMNIS SPIRITUS LAUDET DOMINUM                            |
| 6   | Sancti Petrus et Paulus | 1946     | 0988 mm | 0593 kg | gis1 –5   | SANCTORUM PETRI ET PAULI APP. [= APOSTOLORUM] – IN FINEM TERRAE SONUS EORUM    |
| 7   | Sanctus Johannes        | 1524     | 0826 mm | 0330 kg | 0h1 –5    | IHESUS – MARIA – JOHANNES – GHERARDUS DE WOU ME FECIT ANNO DOMINI MCCCCCXXIIII |

## Klosterbibliothek
Die Bibliothek ist in erster Linie eine Klosterbibliothek, für die Nutzung durch den hier lebenden Konvent. Darüber hinaus besteht die Möglichkeit der Nutzung der Bücher wie des Lesesaals für wissenschaftliche Arbeitende nach Voranmeldung und der ausnahmsweisen Ausleihe nach außen. Als wissenschaftliche Bibliothek gehört sie der Arbeitsgemeinschaft Katholisch-Theologischer Bibliotheken (AKThB) an. Durch ein neu angebautes Treppenhaus ist die Bibliothek für Besucher leichter zu erreichen, ohne dass sie durch die Klausur geführt werden müssen.

## Veranstaltungen
Das Gästehaus Ludgerirast der Abtei Gerleve veröffentlicht jährlich ein umfangreiches Kursprogramm für Interessierte (Wandern, Literatur, Film, Glauben, Exerzitien usw.). Unter dem Namen „Forum Gerleve“ veranstaltete die Abtei von 2002 bis 2024 jedes Jahr vier öffentliche Konzerte und vier Vorträge.

## Außenanlagen (sog. öffentlicher Bereich)
Der öffentliche Bereich des Klosters ist großzügig und parkartig angelegt. In den frei zugänglichen Außenanlagen finden sich u. a. eine Klostergaststätte mit Terrasse, das Gästehaus Ludgerirast, die Jugendbildungsstätte Haus St. Benedikt, eine Buchhandlung mit theologischem Schwerpunkt, ein Kinderspielplatz sowie ein Parkplatz für ca. 200 Fahrzeuge. Die Örtlichkeit ist in den Sommermonaten oftmals Zwischenstation für Wanderer, Radtouristen und Motorradfahrer.